# 贵阳龙洞堡国际机场
贵阳龙洞堡国际机场，原名贵阳龙洞堡机场，是一座位于中国贵州省贵阳市南明区的4E級民用国际机场，也是贵州最繁忙的机场，中国西南地区第五繁忙机场，仅次于成都双流国际机场、重庆江北国际机场、昆明长水国际机场，成都天府国际机场，目前拥有2条近距离跑道，贵阳轨道交通2号线龙洞堡机场站便捷换乘；距离市区11公里，交通便利，只有10分钟的车程。机场在干线上形成了以通达性能良好的大中型飞机为主；在支线上形成了以小机型、大密度干支结合的航空运输网络。航空运输在贵州省对外开放、旅游、贸易、物资流通中发挥着重要的作用。
2013年机场旅客吞吐量1,000万人次，2018年突破2,000万人次，2019年为2,191万人次，迈入大型繁忙机场行列。目前，贵阳机场共有航线185条，通航城市97个。2020年11月5日，长4,000米的东跑道开始营运，贵阳机场拥有两条近距离跑道（分别为3500米，4000米）。2021年12月15日，贵阳龙洞堡国际机场三期工程竣工，3号航站楼启用，预计2025年吞吐量将突破3,000万人次。

## 历史沿革
1994年，贵阳龙洞堡机场开工建设，新机场占地面积5,647.41亩，按4D级机场标准设计，总投资12.99亿元人民币，列入“八五”期间重点工程建设项目，是贵州省第一座民航专用机场。
1997年5月28日，贵阳龙洞堡机场建成通航，当年旅客吞吐量突破100万人次。T1航站楼建成投入使用，建筑面积36,868㎡，设计高峰小时旅客吞吐量为1,560人次，5条行李转盘。一期工程建有6个近机位，其中国内近机位5个，国内和国际共用1个近机位。

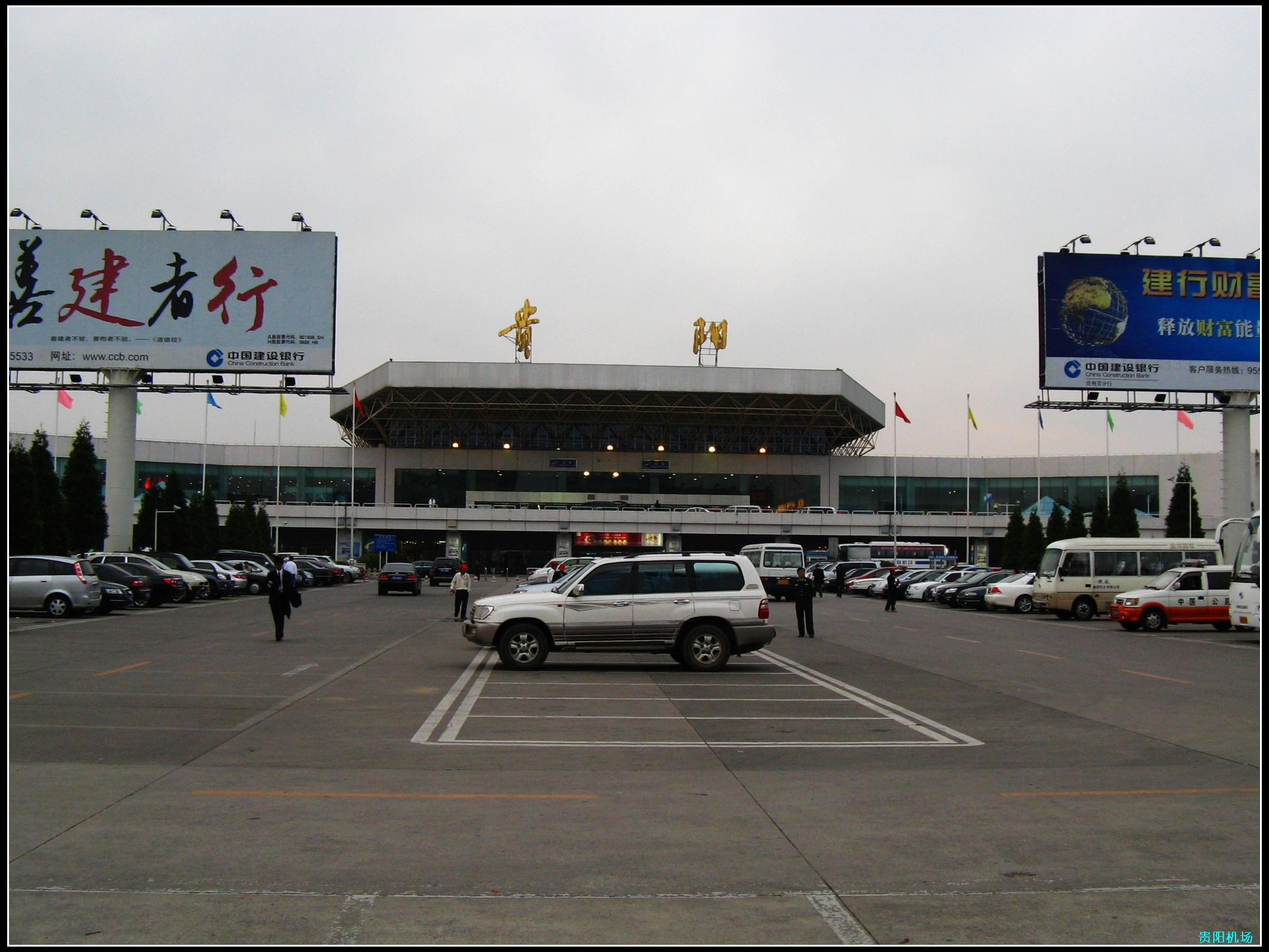
2008年的贵阳机场T1候机楼

2003年12月30日，贵州省机场集团有限公司成立。
2004年7月29日，贵州省机场集团与首都机场集团联合重组，当年龙洞堡机场旅客吞吐量突破200万人次。
2005年，龙洞堡机场突破300万人次。同年12月16日，国家民航总局批复同意龙洞堡机场升格为国际机场，贵州航空口岸正式对外国籍飞机全面开放。
2006年1月19日，贵阳龙洞堡机场更名为“贵阳龙洞堡国际机场”，成为中国西南地区第四家国际机场。机场滑行道、停机坪等飞行区改扩建工程于2006年竣工，机场拥有了一条完整的滑行道，并增加停机位10个。
2007年底，贵阳龙洞堡国际机场由4D升级为4E级机场。机场主跑道长3,200米，宽60米，平行滑行道与主跑道长度一致。停机位32个，其中近机位为6个，可停放除空客A380外的所有机型。候机楼面积34,000平方米，经过流程改造后新增3,000余平方米，可满足年旅客吞吐量780万人次，高峰小时2400人次的需要。
2008年10月，贵州检验检疫局购置的手持式核辐射监测设备在贵阳龙洞堡国际机场投入使用。
2010年9月29日，二期扩建工程正式开工。工程本期按照2020年旅客吞吐量1,550万人次、货邮吞吐量22万吨的目标设计，总投资34.5亿元。建设工程包括：扩建站坪26万平方米（新增停机位25个）；新建航站楼面积11万平方米，停车场（楼）10.5万平方米，并对老航站楼进行改造；建设货运站2.1万平方米；配套建设通信、供电、给排水、供冷、供热、供气及生产生活辅助设施等。
2013年4月22日，T2航站楼正式投入使用，航站楼建筑面积12万平米，内设值机办票柜台56个、自动值机柜台10个、大件行李托运设施1套、安检通道22条、中转柜台2个、行李提取转盘8个、登机桥22部、停机位47个。
2013年12月14日，贵阳机场年旅客突破1,000万，跻身国内千万级大型繁忙机场行列。
2013年12月，T1扩容改建工程动工，主要包括T1扩建，扩建面积约3万平方米，T1陆侧屋面加盖，与T2连成整体，空侧装修改造，与T2风格接近；T1流程及室内外装修改造；机场站前区绿化整治；以及相应的供电、给排水、供暖、制冷和燃气等配套工程。改造后贵阳机场航站楼总规模将达21万平方米，可满足2018年预测年旅客吞吐量1,850万人次的需求。

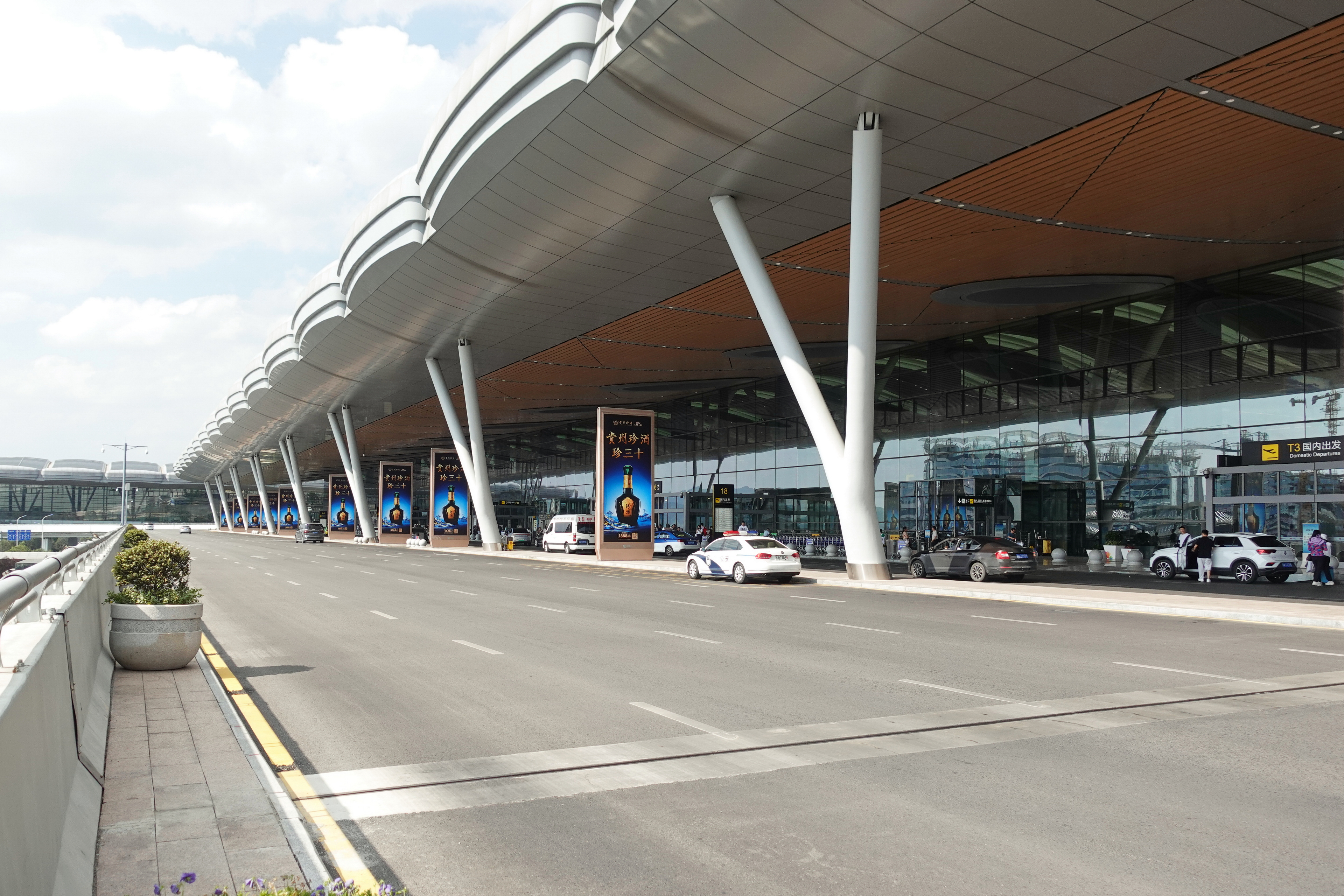
贵阳龙洞堡国际机场T3航站楼

贵阳龙洞堡机场三期扩建工程以2025年为目标年，按照年旅客吞吐量3,200万至4,000万人次，年货邮吞吐量46万吨，年起降架次25万架次进行设计。工程总投资约207亿元，主要建设内容为新建一条长4,000米、宽45米的近距离跑道，并对现有跑道进行加宽，延长至3,500米；在现有航站楼北侧建设T3航站楼，建筑面积20万平米；新增机位68个，机位总数将达到122个。可满足大型客机直飞欧洲等长航线的起降要求，三期工程在2021年12月建成并投入使用。 。

## 荣誉
2001年1月，荣获民航西南地区“文明机场”称号；
2002年2月，荣获民航总局授予的“全国文明机场”称号；
2003年1月，荣获中央文明委授予的“全国创建文明行业工作先进单位”荣誉称号；
2005年10月，中央文明委授予“全国文明单位”荣誉称号；
2007年，获“全国文明机场”殊荣，同时机场还被评为最佳购物服务机场和最佳候机环境机场。

## 航空公司与航点
2025年夏秋航季（3月30日至10月25日），开通运营航线161条，通航城市112个。

### 國内航線
| 航空公司     | 目的地 |
| ------------ | --- |
| 中國南方航空 | 北京/大兴、長沙、重庆、广州、昆明、南京、上海/浦东、哈尔滨、揭阳、深圳、厦门、温州、武汉、郑州、六盘水、大理、海口、张家界、济南、福州、珠海、西双版纳 、宁波、 乌鲁木齐、泉州、义乌、临沂（經停武汉）                                                    |
| 多彩贵州航空 | 珠海、天津、武汉(經停兴义)、铜仁、万州、盐城、石家庄、绵阳、达州、兴义、淮安、西昌、义乌、福州（经停宜春）、南通（经停黃山）、南京（经停万州/兴义）、宁波（经停铜仁）、博鳌（经停北海）                                                                   |
| 華夏航空     | 北京/首都、上海/浦东、杭州、南京、济南、合肥、南昌、呼和浩特、温州（部分經停畢節）、大连、鄂尔多斯、桂林、兰州、黎平、泸州、南宁、铜仁、兴义、银川、梅州、湛江、长春、 武汉（經停六盘水）、济宁、永州、包头、西双版纳、北海（經停兴义）、泉州（經停兴义） |
| 山东航空     | 北京/首都、广州、合肥、济南、昆明、长春、南昌、青岛、武汉、西安、厦门、郑州、珠海、长春、拉萨、大连、湛江、衡阳、泉州、运城、烟台（經停温州） |
| 中國國際航空 | 北京/大兴、北京/首都、成都/双流、福州、海口、杭州、昆明、三亞、上海/浦东、深圳、哈尔滨、珠海、西安、长春、 丽江 、武汉、拉萨、大连、合肥、泉州、运城、温州                                                                                                |
| 天津航空     | 海口、南宁、太原、天津、铜仁、西安、郑州、 石家庄、 呼和浩特、榆林、南阳、淮安 |
| 四川航空     | 重庆、銅仁、哈尔滨、徐州、温州、 兰州、西昌、泉州、运城、九寨沟、杭州、西双版纳 |
| 成都航空     | 成都/天府、福州、杭州、温州、珠海、长春、丽江 、呼和浩特、西双版纳 |
| 廈門航空     | 深圳、桂林、厦门、泉州、南昌、福州、杭州、石家庄、博鳌、西安 |
| 吉祥航空     | 杭州、青岛、上海/虹桥、西安、温州、惠州、厦门、丽江、 宁波 |
| 中國東方航空 | 長沙、昆明、南昌、上海虹桥、无锡、上海、西安、南京、武汉、毕节 |
| 深圳航空     | 大连、杭州、沈阳、深圳、郑州、合肥、哈尔滨、無錫 |
| 海南航空     | 北京/首都、广州、海口、南寧、三亞、西安、太原 |
| 春秋航空     | 上海/浦东、石家庄、扬州、石家庄（經停广元） |
| 九元航空     | 厦门、福州、南通、兴义、西双版纳、南京、泉州、温州、宁波、無錫、盐城、郑州、沈阳（經停無錫）、哈尔滨（經停南京） |
| 首都航空     | 北京/大兴、西安、海口、三亚、呼和浩特、宜昌 |
| 祥鹏航空     | 昆明、南京、昭通、丽江、徐州、揭阳 |
| 河北航空     | 北京/大兴、温州、厦门、包头、博鳌 |
| 昆明航空     | 昆明、南京、台州、合肥、哈尔滨 |
| 西藏航空     | 拉萨、南京、大连、厦门、南昌 |
| 北部湾航空   | 南充、呼和浩特、洛阳、济南 |
| 中国联合航空 | 北京/大兴、石家庄、丽江 |
| 长龙航空     | 杭州、万州、济南、昆明 |
| 东海航空     | 兰州、南通 |
| 金鹏航空     | 深圳、襄阳 |
| 上海航空     | 上海/虹桥 |
| 福州航空     | 福州 |
| 重慶航空     | 大理 |

### 港澳台/國際航線
| 航空公司     | 目的地                      |
| ------------ | --------------------------- |
| 九元航空     | 曼谷/蘇凡納布、吉隆坡、永珍 |
| 天津航空     | 大阪/關西、新加坡           |
| 海南航空     | 米蘭/馬爾彭薩（經深圳）     |
| 多彩貴州航空 | 河內                        |
| 香港快運航空 | 香港                        |
| 澳门航空     | 澳门                        |
| 泰國獅子航空 | 清邁（包機）                |
| 峇迪航空     | 吉隆坡                      |

## 统计
请参阅源Wikidata查询.
| 年份 | 旅客吞吐量 排名 | 旅客吞吐量 （人次） | 货邮吞吐量 排名 | 货邮吞吐量 （吨） | 起降架次 排名 | 起降架次 （架次） |
| ---- | --------------- | ------------------- | --------------- | ----------------- | ------------- | ----------------- |
| 2000 | 25              | 1,389,477           | 30              | 14,312.3          | 24            | 21,286            |
| 2001 | 24              | 1,529,857           | 29              | 17,110.6          | 26            | 21,986            |
| 2002 | 24              | 1,748,848           | 28              | 23,308.3          | 24            | 25,040            |
| 2003 | 23              | 1,976,768           | 26              | 24,106.0          | 24            | 25,972            |
| 2004 | 23              | 2,719,799           | 24              | 30,018.9          | 23            | 32,482            |
| 2005 | 23              | 3,125,390           | 25              | 33,311.0          | 25            | 35,318            |
| 2006 | 24              | 3,717,999           | 24              | 39,713.1          | 24            | 43,205            |
| 2007 | 25              | 4,248,005           | 25              | 39,730.0          | 23            | 47,685            |
| 2008 | 26              | 4,324,085           | 25              | 41,967.9          | 27            | 46,259            |
| 2009 | 25              | 5,687,652           | 25              | 51,619.0          | 26            | 57,354            |
| 2010 | 26              | 6,271,701           | 26              | 61,653.0          | 27            | 61,231            |
| 2011 | 25              | 7,339,228           | 25              | 69,130.3          | 27            | 67,759            |
| 2012 | 23              | 8,764,034           | 25              | 79,586.5          | 27            | 77,173            |
| 2013 | 22              | 10,472,589          | 26              | 77,425.2          | 23            | 93,646            |
| 2014 | 22              | 12,525,537          | 26              | 82,063.4          | 22            | 113,424           |
| 2015 | 23              | 13,244,982          | 26              | 87,207.0          | 23            | 116,914           |
| 2016 | 23              | 15,105,225          | 28              | 95,898.6          | 22            | 129,001           |
| 2017 | 22              | 18,110,000          | 26              | 87,207.0          | 23            | 116,914           |

## 地面交通
目前贵阳机场的对外交通有地铁，公车，出租车，高铁，长途客运。

### 机场巴士
- 贵阳机场——贵阳北站、金阳客站
- 贵阳机场——贵阳火车站
- 贵阳机场——贵阳东站
- 贵阳机场——花果园候机厅
- 贵阳机场——小河、花溪、青岩

### 地铁
- 贵阳地铁2号线龙洞堡机场站，于2021年4月28日建成通车，可以通過地鐵直通貴陽市中心以及貴陽新城區觀山湖區。

### 高速铁路

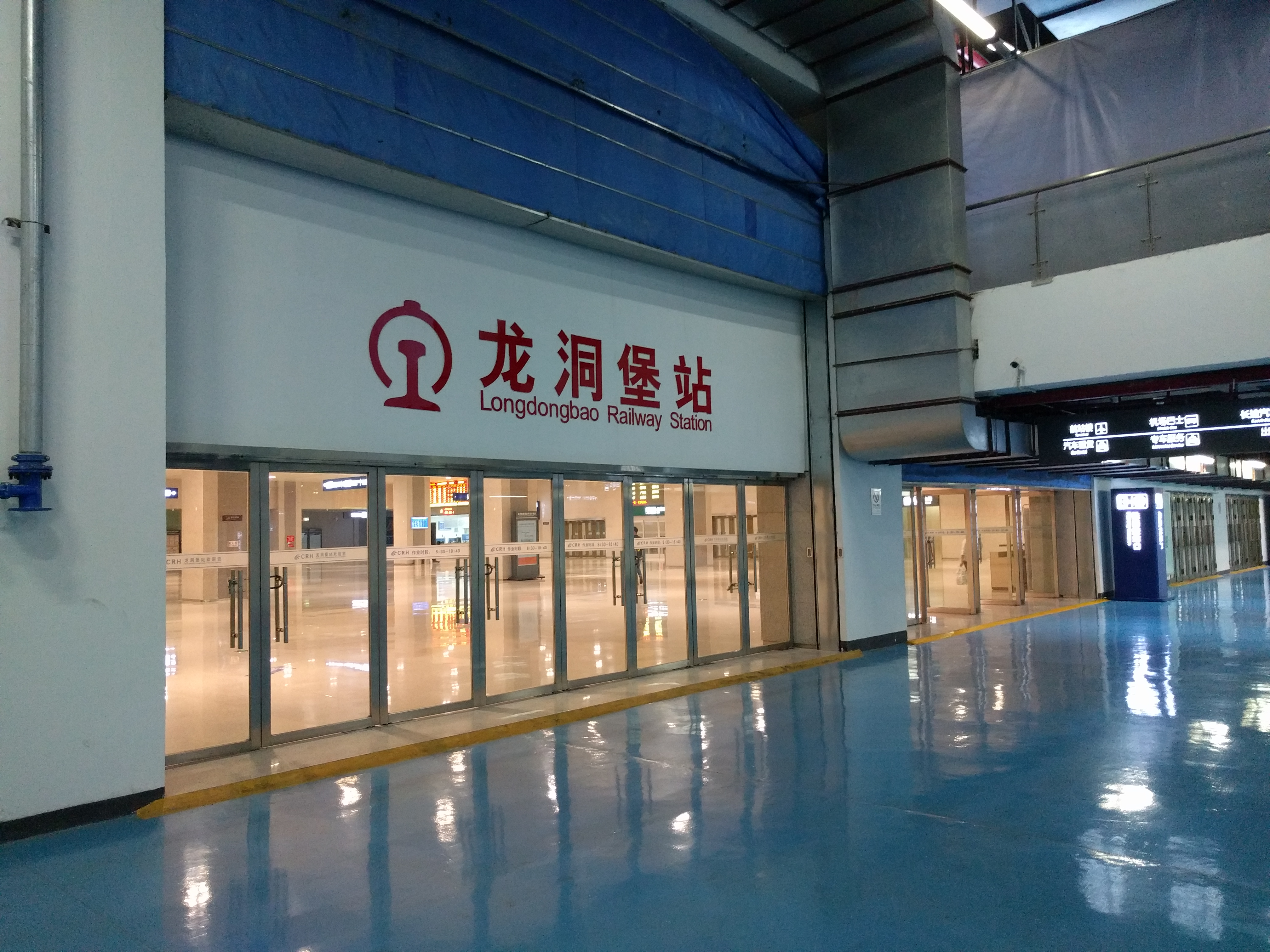
龙洞堡站入口

贵阳机场也是中国少数高铁与机场直接联通的机场，贵广客运专线在机场设有龙洞堡站，乘坐动车组列车从该站前往市区只需16分钟。

### 长途客运
- 机场–遵义 每小时1班
- 机场–毕节 每天4–5班
- 机场–安顺 每小时1班
- 机场–六盘水 每天4班[10]

### 市区公共汽车
- 216龙洞堡机场–火车站(广场)
- 254龙洞堡机场–洛平公交枢纽
- 258客运东站–东风大道(经机场)